# 蒙古自然史博物馆

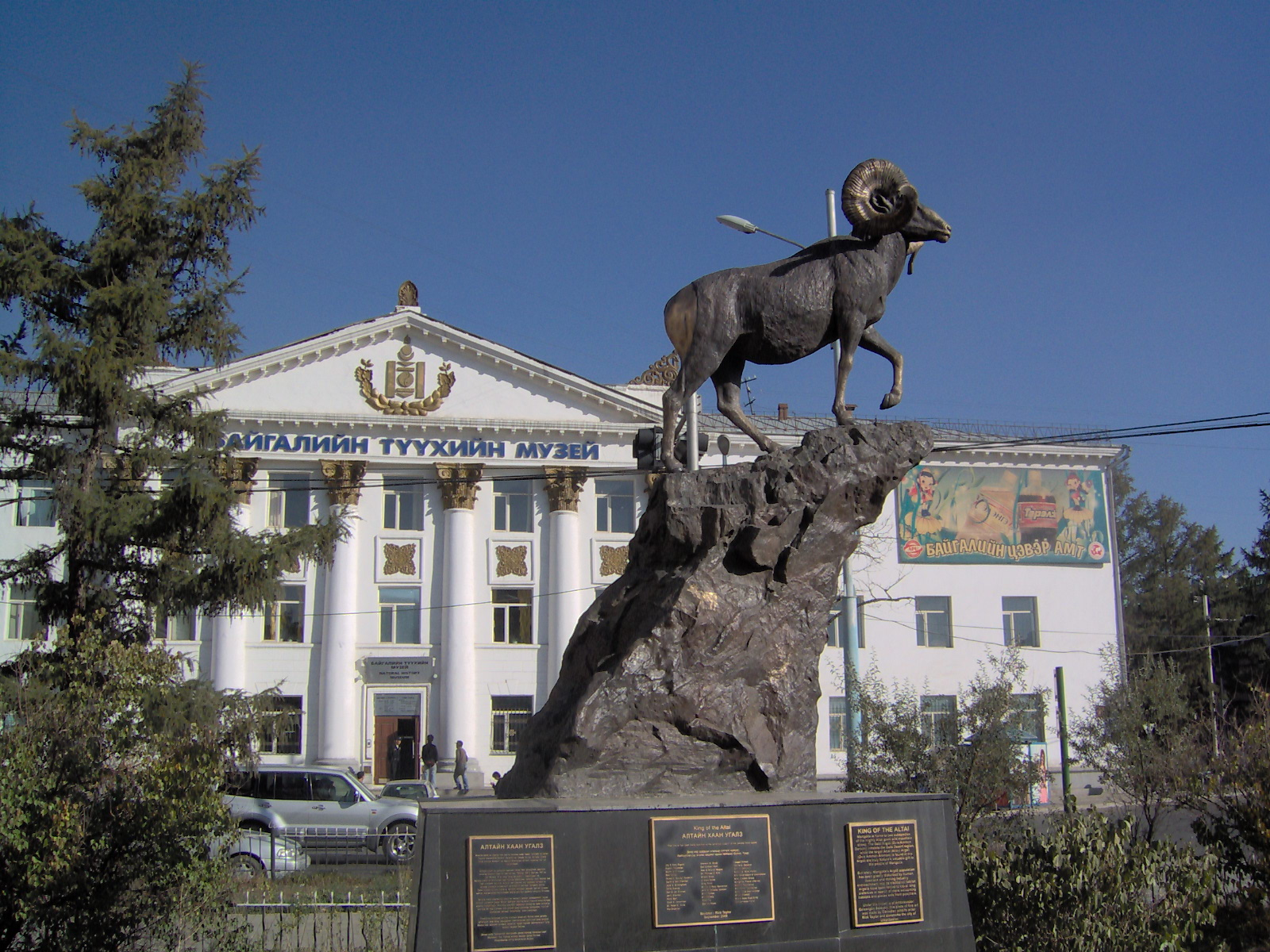
蒙古自然史博物馆门前的雕塑

蒙古自然史博物馆位于蒙古国首都乌兰巴托，是自然史专门博物馆。

## 历史
该博物馆原名国家博物馆，建于1924年，是蒙古国历史上最早的博物馆。1940年至1941年，该博物馆成为农村研究博物馆。1956年，又更名为国家中心博物馆。在1991年蒙古民主化之后，该馆更名为蒙古自然史博物馆。
该博物馆的原名“国家博物馆”同如今乌兰巴托的另一家博物馆蒙古国家博物馆（英語：National Museum of Mongolia）的名称十分相似，而且两家博物馆距离很近。但蒙古国家博物馆主要展出蒙古国家历史以及有关文物，和本博物馆的展出内容完全不同。俄国学者 P. K. Kozlov，V. I. Lisovskii，A. D. Simukov，以及美国学者C. Andrews等人的收藏及研究均对本博物馆的建馆作出了贡献。本博物馆后来成为其他一些博物馆的建馆基础。

## 展览

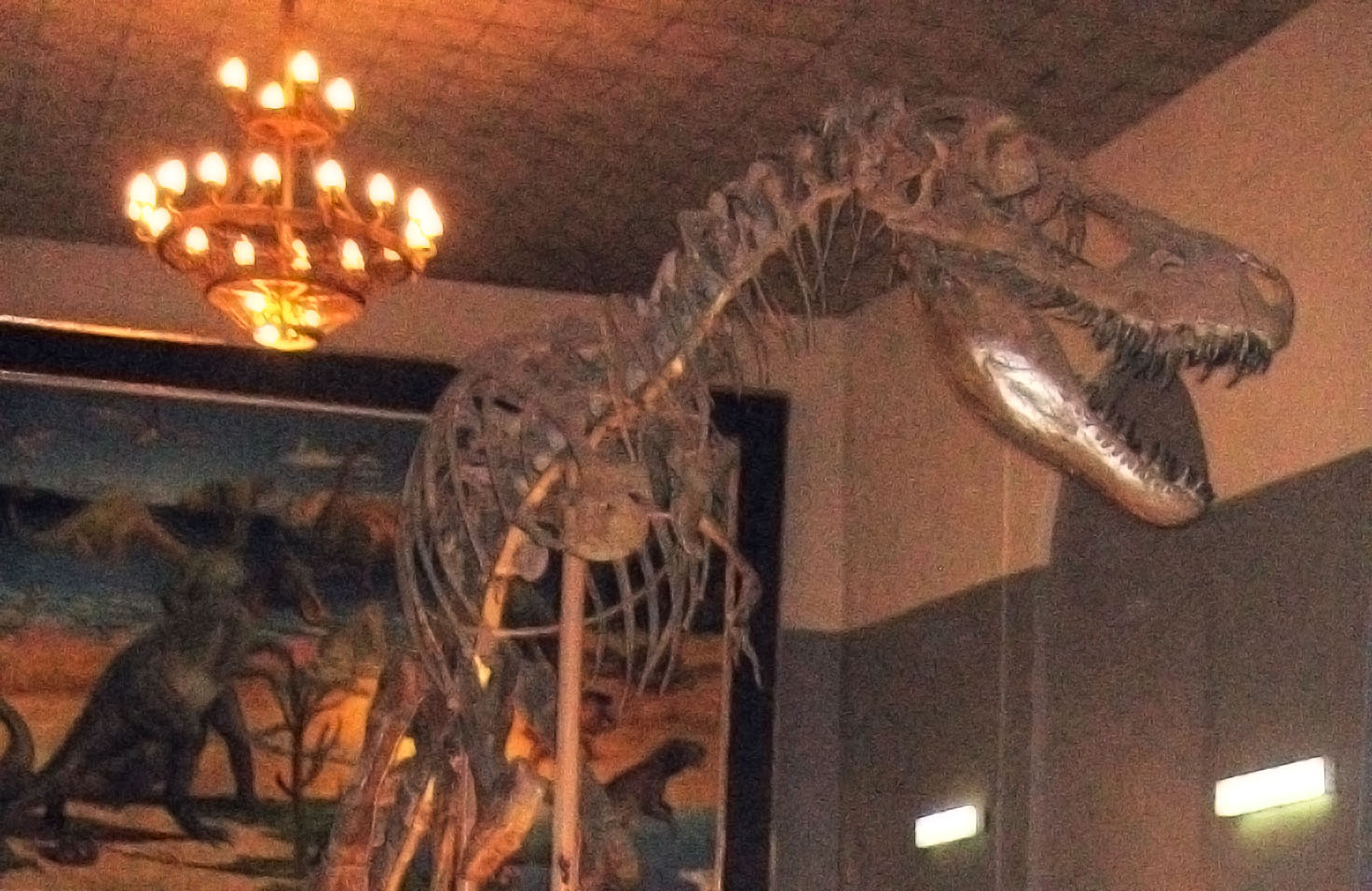
本馆展出的特暴龙（Tarbosaurus）化石

本博物馆分为地质、地理、植物和动物、古生物学、人类学部分，涵盖了蒙古国自然史的各个方面。该馆展出的恐龙化石十分知名，其中包括十分完整的特暴龙（Tarbosaurus）化石。该馆还藏有10多种恐龙蛋化石。